# Brahim Díaz
Brahim Abdelkader Díaz (Malaga, 3 agosto 1999) è un calciatore spagnolo naturalizzato marocchino, centrocampista o attaccante del Real Madrid e della nazionale marocchina.

## Biografia
È nato a Malaga, in Spagna, da genitori spagnoli e nonno paterno marocchino; ha due sorelle minori. Il padre si trasferì in Spagna seguendo il proprio padre, che migrò dal Marocco, stabilendosi inizialmente a Melilla, città autonoma spagnola, prima di spostarsi a Malaga, dove incontrò la sua futura moglie.

## Caratteristiche tecniche
Dotato di ottima tecnica, ambidestro, è abile nel dribbling, nel passaggio e nella conclusione a rete. Agile con la palla al piede, è bravo a disorientare gli avversari tramite finte, è capace di calciare con potenza e precisione, è forte nel tiro di prima intenzione e grazie alla sua abilità di muoversi bene degli spazi riesce a far prevalere le sue capacità di opportunismo. Può agire sia da trequartista sia da ala su entrambe le fasce.

## Carriera

### Club

#### Esordi, Manchester City
Ha iniziato la carriera nelle giovanili della sua città natale, il Málaga. Quattordicenne, nel 2013 è entrato nel vivaio del Manchester City, che lo ha prelevato in cambio di 200.000 sterline.
Il suo debutto nella prima squadra del Manchester City è avvenuto il 21 settembre 2016, durante una partita di Coppa di Lega inglese contro lo Swansea City in cui è subentrato all'80' a Kelechi Iheanacho. Un paio di giorni dopo ha firmato il suo primo contratto da professionista con lo stesso Manchester City, contratto che lo legava al club per tre anni.
Il 21 novembre 2017 ha esordito nella UEFA Champions League durante una partita contro il Feyenoord, entrando in campo nei minuti di recupero al posto di Raheem Sterling. Successivamente, il 19 dicembre dello stesso anno, ha debuttato anche in una partita di Coppa di Lega inglese contro il Leicester City, giocando per 88 minuti. Il suo debutto in Premier League è avvenuto il 20 gennaio 2018, nella vittoria per 3-1 contro il Newcastle United. Nella stagione 2017-2018 è stato impiegato in altre quattro partite di campionato, che alla fine gli sono bastate per aggiudicarsi la medaglia da vincitore della Premier League.
Il 5 agosto 2018 ha giocato gli ultimi quindici minuti della gara di Supercoppa d'Inghilterra vinta per 2-0 dal Manchester City contro il Chelsea. Nella stagione 2018-2019 ha realizzato le prime due reti da professionista, nella vittoria per 2-0 contro il Fulham il 1º novembre.

#### Real Madrid
Il 6 gennaio 2019 è stato ingaggiato dal Real Madrid in cambio di 15,5 milioni di sterline. Il contratto di Diaz con il Real Madrid avrebbe avuto una durata fino al 2025 e includeva anche dei potenziali bonus e una commissione di vendita del 15% che sarebbe stata pagata al suo club precedente, il Manchester City.
L'esordio con la squadra madrilena avviene il 9 gennaio 2019, durante la partita di Coppa del Re contro il Leganés. Durante la sua permanenza di un anno e mezzo nel club spagnolo, ha accumulato un totale di 21 presenze e 2 gol in tutte le competizioni. Ha segnato il suo primo gol con il Real Madrid il 12 maggio 2019, nella sconfitta per 3-1 in casa della Real Sociedad. Durante la stagione 2019-2020 ha giocato sei partite di campionato, potendosi dunque fregiare della vittoria del campionato spagnolo.

#### Milan

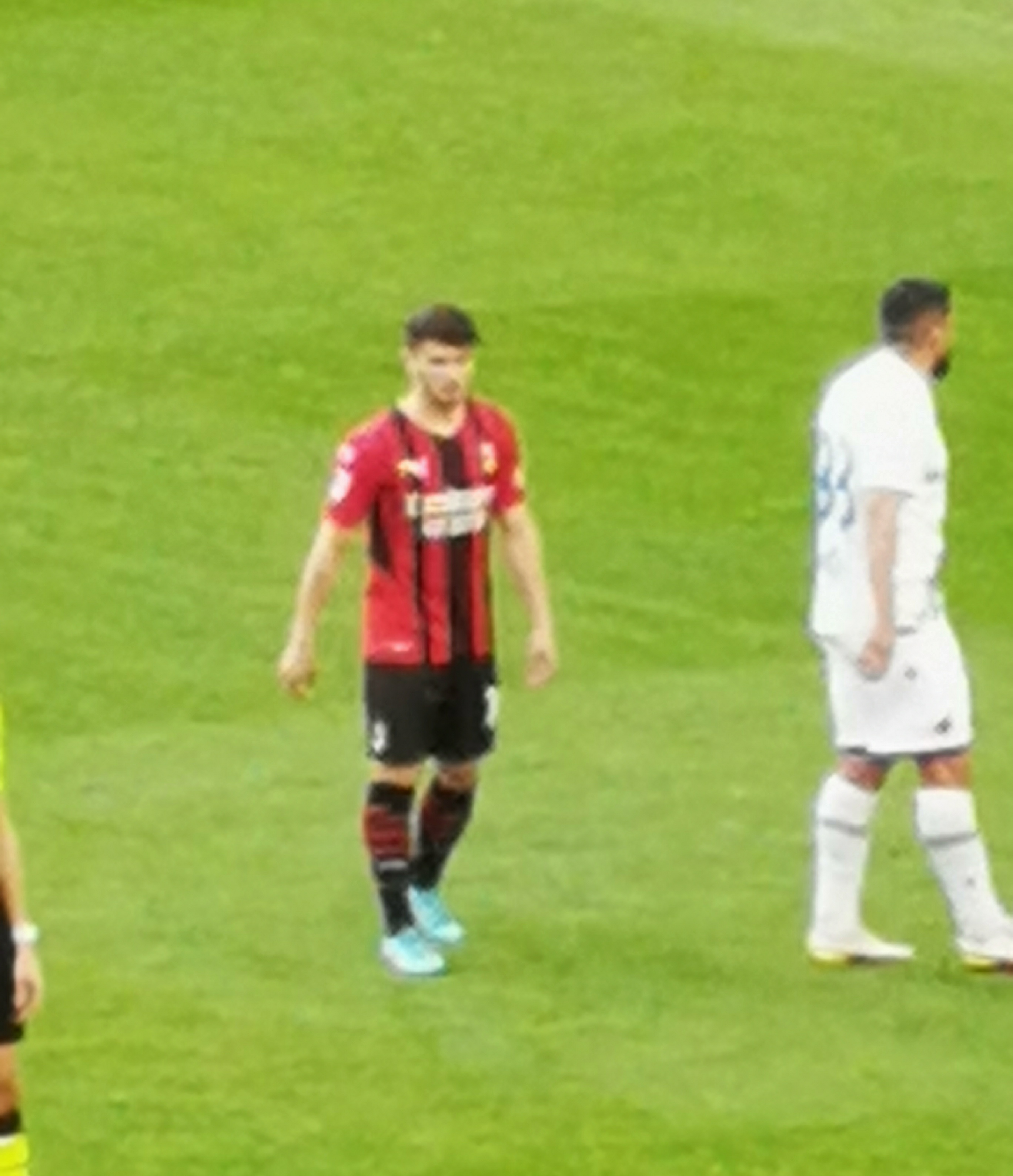
Brahim Diaz nel Milan in una partita contro la Sampdoria nel 2022

Il 31 agosto 2020 viene ufficializzato il trasferimento del giocatore in prestito al Milan fino al 30 giugno 2021. Esordisce con i rossoneri il 17 settembre 2020, nella vittoria per 0-2 contro lo Shamrock Rovers nei preliminari d'Europa League. Esordisce in Serie A quattro giorni dopo, subentrando negli ultimi minuti della sfida vinta contro il Bologna alla prima giornata. Segna il suo primo gol in Serie A il 27 settembre, nella partita vinta per 2-0 in casa del Crotone, e il 22 ottobre marca la sua prima rete nelle competizioni UEFA per club, nella partita di Europa League vinta per 3-1 in casa del Celtic. In stagione ricopre prevalentemente il ruolo di riserva nell'attacco dei rossoneri, segnando comunque un gol importante nella corsa alla qualificazione alla Champions, nel successo esterno per 0-3 contro la Juventus. Nel finale di stagione guadagna il posto da titolare nella formazione allenata da Stefano Pioli, mettendo a referto in totale 7 reti in 39 partite stagionali.
Rinnovato il prestito al Milan per altre due stagioni e in considerazione della partenza a zero di Hakan Çalhanoğlu, accasatosi all'Inter, dal quale eredita la maglia numero 10, nel 2021-2022 assume un ruolo più importante nella formazione rossonera, divenendone il trequartista titolare. È lui a mettere a segno la prima rete stagionale dei rossoneri, in occasione della prima giornata di campionato, con il Milan che espugna Marassi battendo la Sampdoria per 1-0, grazie proprio alla sua marcatura. Il 15 settembre 2021, a suggello di un inizio di stagione positivo, va in gol all'esordio in UEFA Champions League, nella sfida persa per 3-2 sul campo del Liverpool. Contribuisce con 31 presenze e 3 reti alla vittoria del campionato: Brahim Díaz diventa in questo modo il primo calciatore Under-23 della storia ad aver vinto Serie A, Premier League e Liga.
L'annata successiva è la più prolifica delle sue stagioni rossonere, con 6 reti in 33 presenze in campionato (di cui una nel successo per 2-0 contro la Juventus e un'altra nella vittoria per 0-4 in casa del Napoli futuro vincitore dello scudetto), chiuso al quarto posto grazie alla penalizzazione di 10 punti inflitti alla Juventus, e una, quella del decisivo 1-0 casalingo nell'andata degli ottavi di finale contro il Tottenham, in 10 apparizioni in UEFA Champions League, competizione in cui Díaz è determinante anche nella gara d'andata dei quarti contro il Napoli, fornendo l'assist per il gol della vittoria (1-0). I rossoneri concludono il torneo in semifinale, dove approdano di nuovo dopo sedici anni, venendo eliminati dall'Inter.

#### Ritorno al Real Madrid
Rientrato al Real Madrid nel giugno 2023, estende il proprio contratto sino al 2027.Vince il campionato spagnolo la prima rete la segna contro il Las Palmas prevalendo per 2-0, realizza un gol anche contro il Villarreal nel successo per 4-1, riesce a siglare una rete pure nel match vinto per 3-0 contro il Cádiz, è inoltre autore di una doppietta sconfiggendo il Granada per 4-0.

### Nazionale

#### Giovanili della Spagna
Ha giocato nelle nazionali giovanili spagnole Under-17 e Under-19: con la prima ha disputato nel 2015 il campionato europeo di categoria in Azerbaigian, segnando una rete nella finale persa ai tiri di rigore contro il Portogallo e tre reti in tutto il torneo. Passato alla nazionale Under-21 spagnola, esordisce il 1º settembre 2017 in un'amichevole contro i pari età dell'Italia, entrando in campo all'85' al posto di Ceballos. L'8 ottobre 2020 fa ritorno dopo oltre tre anni nella Rojita, subentrando dalla panchina e siglando una doppietta decisiva nella partita di qualificazione al campionato europeo di categoria del 2021 vinta per 2-0 in trasferta contro le Fær Øer. Successivamente viene convocato per il campionato d'Europa Under-21 del 2021.

#### Nazionale spagnola
L'8 giugno 2021 esordisce in nazionale maggiore, nell'amichevole vinta per 4-0 contro la Lituania, partita in cui segna il secondo gol degli iberici, il suo primo in assoluto con la nazionale maggiore.

#### Nazionale marocchina
Il 18 ottobre 2023 viene resa ufficiale la notizia secondo cui Brahim Diaz stesse iniziando a prendere in esame la possibilità di vestire la maglia della nazionale marocchina; il 10 marzo 2024 accetta la chiamata del CT Walid Regragui in vista delle partite amichevoli da disputarsi contro Angola e Mauritania. Esordisce da titolare nella prima gara, svoltasi ad Agadir dodici giorni dopo e vinta per 1-0 dai Leoni dell'Atlante. Il 6 settembre dello stesso anno realizza il suo primo gol con la selezione nordafricana nel successo per 3-1 contro il Gabon.Il 18 novembre dello stesso anno segna una tripletta nella goleada che si è conclusa per 7-0 contro il Lesotho.

## Statistiche

### Presenze e reti nei club
Statistiche aggiornate al 25 marzo 2025.
| Stagione               | Squadra                | Campionato             | Campionato | Campionato | Coppe nazionali | Coppe nazionali | Coppe nazionali | Coppe continentali | Coppe continentali | Coppe continentali | Altre coppe | Altre coppe | Altre coppe | Totale | Totale |
| Stagione               | Squadra                | Comp                   | Pres       | Reti       | Comp            | Pres            | Reti            | Comp               | Pres               | Reti               | Comp        | Pres        | Reti        | Pres   | Reti   |
| ---------------------- | ---------------------- | ---------------------- | ---------- | ---------- | --------------- | --------------- | --------------- | ------------------ | ------------------ | ------------------ | ----------- | ----------- | ----------- | ------ | ------ |
| 2016-2017              | Manchester City        | PL                     | 0          | 0          | FACup+CdL       | 0+1             | 0               | UCL                | 0                  | 0                  | -           | -           | -           | 1      | 0      |
| 2017-2018              | Manchester City        | PL                     | 5          | 0          | FACup+CdL       | 1+1             | 0               | UCL                | 3                  | 0                  | -           | -           | -           | 10     | 0      |
| 2018-gen. 2019         | Manchester City        | PL                     | 0          | 0          | FACup+CdL       | 0+3             | 2               | UCL                | 0                  | 0                  | CS          | 1           | 0           | 4      | 2      |
| Totale Manchester City | Totale Manchester City | Totale Manchester City | 5          | 0          |                 | 6               | 2               |                    | 3                  | 0                  |             | 1           | 0           | 15     | 2      |
| gen.-giu. 2019         | Real Madrid            | PD                     | 9          | 1          | CR              | 2               | 0               | UCL                | 0                  | 0                  | -           | -           | -           | 11     | 1      |
| 2019-2020              | Real Madrid            | PD                     | 6          | 0          | CR              | 3               | 1               | UCL                | 1                  | 0                  | SS          | 0           | 0           | 10     | 1      |
| 2020-2021              | Milan                  | A                      | 27         | 4          | CI              | 2               | 0               | UEL                | 10                 | 3                  | -           | -           | -           | 39     | 7      |
| 2021-2022              | Milan                  | A                      | 31         | 3          | CI              | 4               | 0               | UCL                | 5                  | 1                  | -           | -           | -           | 40     | 4      |
| 2022-2023              | Milan                  | A                      | 33         | 6          | CI              | 1               | 0               | UCL                | 10                 | 1                  | SI          | 1           | 0           | 45     | 7      |
| Totale Milan           | Totale Milan           | Totale Milan           | 91         | 13         |                 | 7               | 0               |                    | 25                 | 5                  |             | 1           | 0           | 124    | 18     |
| 2023-2024              | Real Madrid            | PD                     | 31         | 8          | CR              | 2               | 1               | UCL                | 9                  | 2                  | SS          | 2           | 1           | 44     | 12     |
| 2024-2025              | Real Madrid            | PD                     | 23         | 4          | CR              | 4               | 0               | UCL                | 9                  | 2                  | SU+SS+Cmc   | 1+2+0       | 0           | 39     | 6      |
| Totale Real Madrid     | Totale Real Madrid     | Totale Real Madrid     | 69         | 13         |                 | 11              | 2               |                    | 19                 | 4                  |             | 5           | 1           | 104    | 20     |
| Totale carriera        | Totale carriera        | Totale carriera        | 165        | 26         |                 | 24              | 4               |                    | 47                 | 9                  |             | 7           | 1           | 243    | 40     |

### Cronologia presenze e reti in nazionale

#### Spagna
| Cronologia completa delle presenze e delle reti in nazionale ― Spagna | Cronologia completa delle presenze e delle reti in nazionale ― Spagna | Cronologia completa delle presenze e delle reti in nazionale ― Spagna | Cronologia completa delle presenze e delle reti in nazionale ― Spagna | Cronologia completa delle presenze e delle reti in nazionale ― Spagna | Cronologia completa delle presenze e delle reti in nazionale ― Spagna | Cronologia completa delle presenze e delle reti in nazionale ― Spagna | Cronologia completa delle presenze e delle reti in nazionale ― Spagna |
| Data                                                                  | Città                                                                 | In casa                                                               | Risultato                                                             | Ospiti                                                                | Competizione                                                          | Reti                                                                  | Note                                                                  |
| --------------------------------------------------------------------- | --------------------------------------------------------------------- | --------------------------------------------------------------------- | --------------------------------------------------------------------- | --------------------------------------------------------------------- | --------------------------------------------------------------------- | --------------------------------------------------------------------- | --------------------------------------------------------------------- |
| 8-6-2021                                                              | Leganés                                                               | Spagna                                                                | 4 – 0                                                                 | Lituania                                                              | Amichevole                                                            | 1                                                                     |                                                                       |
| Totale                                                                |                                                                       | Presenze                                                              | 1                                                                     |                                                                       | Reti                                                                  | 1                                                                     |                                                                       |

#### Marocco
| Cronologia completa delle presenze e delle reti in nazionale ― Marocco | Cronologia completa delle presenze e delle reti in nazionale ― Marocco | Cronologia completa delle presenze e delle reti in nazionale ― Marocco | Cronologia completa delle presenze e delle reti in nazionale ― Marocco | Cronologia completa delle presenze e delle reti in nazionale ― Marocco | Cronologia completa delle presenze e delle reti in nazionale ― Marocco | Cronologia completa delle presenze e delle reti in nazionale ― Marocco | Cronologia completa delle presenze e delle reti in nazionale ― Marocco |
| Data                                                                   | Città                                                                  | In casa                                                                | Risultato                                                              | Ospiti                                                                 | Competizione                                                           | Reti                                                                   | Note                                                                   |
| ---------------------------------------------------------------------- | ---------------------------------------------------------------------- | ---------------------------------------------------------------------- | ---------------------------------------------------------------------- | ---------------------------------------------------------------------- | ---------------------------------------------------------------------- | ---------------------------------------------------------------------- | ---------------------------------------------------------------------- |
| 22-3-2024                                                              | Agadir                                                                 | Marocco                                                                | 1 – 0                                                                  | Angola                                                                 | Amichevole                                                             | -                                                                      | 87’                                                                    |
| 26-3-2024                                                              | Agadir                                                                 | Marocco                                                                | 0 – 0                                                                  | Mauritania                                                             | Amichevole                                                             | -                                                                      |                                                                        |
| 7-6-2024                                                               | Agadir                                                                 | Marocco                                                                | 2 – 1                                                                  | Zambia                                                                 | Qual. Mondiali 2026                                                    | -                                                                      |                                                                        |
| 11-6-2024                                                              | Agadir                                                                 | Marocco                                                                | 6 – 0                                                                  | Rep. del Congo                                                         | Qual. Mondiali 2026                                                    | -                                                                      | 75’                                                                    |
| 6-9-2024                                                               | Agadir                                                                 | Marocco                                                                | 4 – 1                                                                  | Gabon                                                                  | Qual. Coppa d'Africa 2025                                              | 1                                                                      | 74’                                                                    |
| 9-9-2024                                                               | Agadir                                                                 | Lesotho                                                                | 0 – 1                                                                  | Marocco                                                                | Qual. Coppa d'Africa 2025                                              | 1                                                                      | 57’                                                                    |
| 15-11-2024                                                             | Franceville                                                            | Gabon                                                                  | 1 – 5                                                                  | Marocco                                                                | Qual. Coppa d'Africa 2025                                              | 2                                                                      | 64’                                                                    |
| 18-11-2024                                                             | Oujda                                                                  | Marocco                                                                | 7 – 0                                                                  | Lesotho                                                                | Qual. Coppa d'Africa 2025                                              | 3                                                                      | 62’                                                                    |
| 21-3-2025                                                              | Oujda                                                                  | Niger                                                                  | 1 – 2                                                                  | Marocco                                                                | Qual. Mondiali 2026                                                    | -                                                                      | 88’ 90+4’                                                              |
| 25-3-2025                                                              | Oujda                                                                  | Marocco                                                                | 2 – 0                                                                  | Tanzania                                                               | Qual. Mondiali 2026                                                    | 1                                                                      |                                                                        |
| Totale                                                                 |                                                                        | Presenze                                                               | 10                                                                     |                                                                        | Reti                                                                   | 8                                                                      |                                                                        |

#### Spagna Under-21
| Cronologia completa delle presenze e delle reti in nazionale ― Spagna under 21 | Cronologia completa delle presenze e delle reti in nazionale ― Spagna under 21 | Cronologia completa delle presenze e delle reti in nazionale ― Spagna under 21 | Cronologia completa delle presenze e delle reti in nazionale ― Spagna under 21 | Cronologia completa delle presenze e delle reti in nazionale ― Spagna under 21 | Cronologia completa delle presenze e delle reti in nazionale ― Spagna under 21 | Cronologia completa delle presenze e delle reti in nazionale ― Spagna under 21 | Cronologia completa delle presenze e delle reti in nazionale ― Spagna under 21 |
| Data                                                                           | Città                                                                          | In casa                                                                        | Risultato                                                                      | Ospiti                                                                         | Competizione                                                                   | Reti                                                                           | Note                                                                           |
| ------------------------------------------------------------------------------ | ------------------------------------------------------------------------------ | ------------------------------------------------------------------------------ | ------------------------------------------------------------------------------ | ------------------------------------------------------------------------------ | ------------------------------------------------------------------------------ | ------------------------------------------------------------------------------ | ------------------------------------------------------------------------------ |
| 1-9-2017                                                                       | Toledo                                                                         | Spagna under 21                                                                | 3 – 0                                                                          | Italia under 21                                                                | Amichevole                                                                     | -                                                                              | 85’                                                                            |
| 8-10-2020                                                                      | Tórshavn                                                                       | Fær Øer under 21                                                               | 0 – 2                                                                          | Spagna under 21                                                                | Qual. Europeo Under-21 2021                                                    | 2                                                                              | 46’                                                                            |
| 13-10-2020                                                                     | Alcorcón                                                                       | Spagna under 21                                                                | 3 – 0                                                                          | Kazakistan under 21                                                            | Qual. Europeo Under-21 2021                                                    | -                                                                              |                                                                                |
| 12-11-2020                                                                     | Marbella                                                                       | Spagna under 21                                                                | 2 – 0                                                                          | Fær Øer under 21                                                               | Qual. Europeo Under-21 2021                                                    | -                                                                              | 46’                                                                            |
| 17-11-2020                                                                     | Marbella                                                                       | Spagna under 21                                                                | 3 – 0                                                                          | Israele under 21                                                               | Qual. Europeo Under-21 2021                                                    | -                                                                              | 58’                                                                            |
| 24-3-2021                                                                      | Maribor                                                                        | Slovenia under 21                                                              | 0 – 3                                                                          | Spagna under 21                                                                | Europeo Under-21 2021 - 1º turno                                               | -                                                                              | 84’                                                                            |
| 31-5-2021                                                                      | Celje                                                                          | Spagna under 21                                                                | 2 – 1 dts                                                                      | Croazia under 21                                                               | Europeo Under-21 2021 - Quarti di finale                                       | -                                                                              | 83’                                                                            |
| 2-6-2021                                                                       | Celje                                                                          | Spagna under 21                                                                | 0 – 1                                                                          | Portogallo under 21                                                            | Europeo Under-21 2021 - Semifinale                                             | -                                                                              | 57’ 66’                                                                        |
| Totale                                                                         |                                                                                | Presenze                                                                       | 8                                                                              |                                                                                | Reti                                                                           | 2                                                                              |                                                                                |

## Palmarès

### Club

#### Competizioni nazionali
- Coppa di Lega inglese: 1

Manchester City: 2017-2018
- Campionato inglese: 1

Manchester City: 2017-2018
- Community Shield: 1

Manchester City: 2018
- Supercoppa di Spagna: 2

Real Madrid: 2019, 2024
- Campionato spagnolo: 2

Real Madrid: 2019-2020, 2023-2024
- Campionato italiano: 1

Milan: 2021-2022

#### Competizioni internazionali
- UEFA Champions League: 1

Real Madrid: 2023-2024
- Supercoppa UEFA: 1

Real Madrid: 2024
- Coppa Intercontinentale FIFA: 1  (record)

Real Madrid: 2024